# منتصف

منتصف القطعة المستقيمة من(x_{1}, y_{1}) إلى (x_{2}, y_{2})

في الهندسة الرياضية، المنتصف (بالإنجليزية: midpoint)‏ هي النقطة التي تقع في وسط القطعة المستقيمة، وتكون متساوية البعد عن نقطتي نهاية القطعة المستقيمة.

## صيغ
تعطى صيغة إيجاد إحداثيات المنتصف لقطعة مستقيمة لها نقطتي نهاية (x1,y1) و(x2,y2) في المستوي بالعلاقة:
{\displaystyle \left({\tfrac {x_{1}+x_{2}}{2}},{\tfrac {y_{1}+y_{2}}{2}}\right).}
وفي الفضاء الديكارتي الثلاثي الأبعاد بالعلاقة:
{\displaystyle M=\left({\tfrac {x_{1}+x_{2}}{2}},{\tfrac {y_{1}+y_{2}}{2}},{\tfrac {z_{1}+z_{2}}{2}}\right).}

## برهان الصيغة
غير موجود لكن نستخدم البرهان الشعاعي له